# Vladimir Georgiev
Pour les articles homonymes, voir Georgiev.
Vladimir Georgiev est un joueur d'échecs bulgare, né le 27 août 1975 à Sofia, qui est affilié à la fédération macédonienne d'échecs depuis 2002. 
Au 1er février 2018, Vladimir Georgiev est le numéro un macédonien avec un classement Elo de 2 515 points.

## Biographie et carrière
Grand maître international depuis 2000, il a remporté le championnat de Bulgarie en 1995 et le championnat de Macédoine en 2007.
Vladimir Georgiev a remporté la médaille d'argent au championnat d'Europe d'échecs junior en 1992 et le tournoi d'échecs de Reggio Emilia en 2001-2002 et le tournoi de Wijk aan Zee C en 2005. Lors de la Coupe du monde d'échecs 2007, il fut éliminé au premier tour par Bartosz Soćko.
Vladimir Georgiev a représenté la Bulgarie lors de l'olympiade d'échecs de 1996, puis la Macédoine lors des olympiades de 2002 à 2012, remportant la médaille d'argent individuelle au deuxième échiquier en 2004.
Il a également participé au championnat d'Europe d'échecs des nations en 1999 avec la Bulgarie qui finit quatrième de la compétition, puis avec la Macédoine de 2003 à 2011.